# Lersner (Adelsgeschlecht)

Wappen derer von Lersner

Die Familie von Lersner ist ein briefadliges, ursprünglich aus Hessen stammendes und später zum reichsstädtischen Patriziat in Frankfurt am Main gehörende Geschlecht, das noch heute besteht.

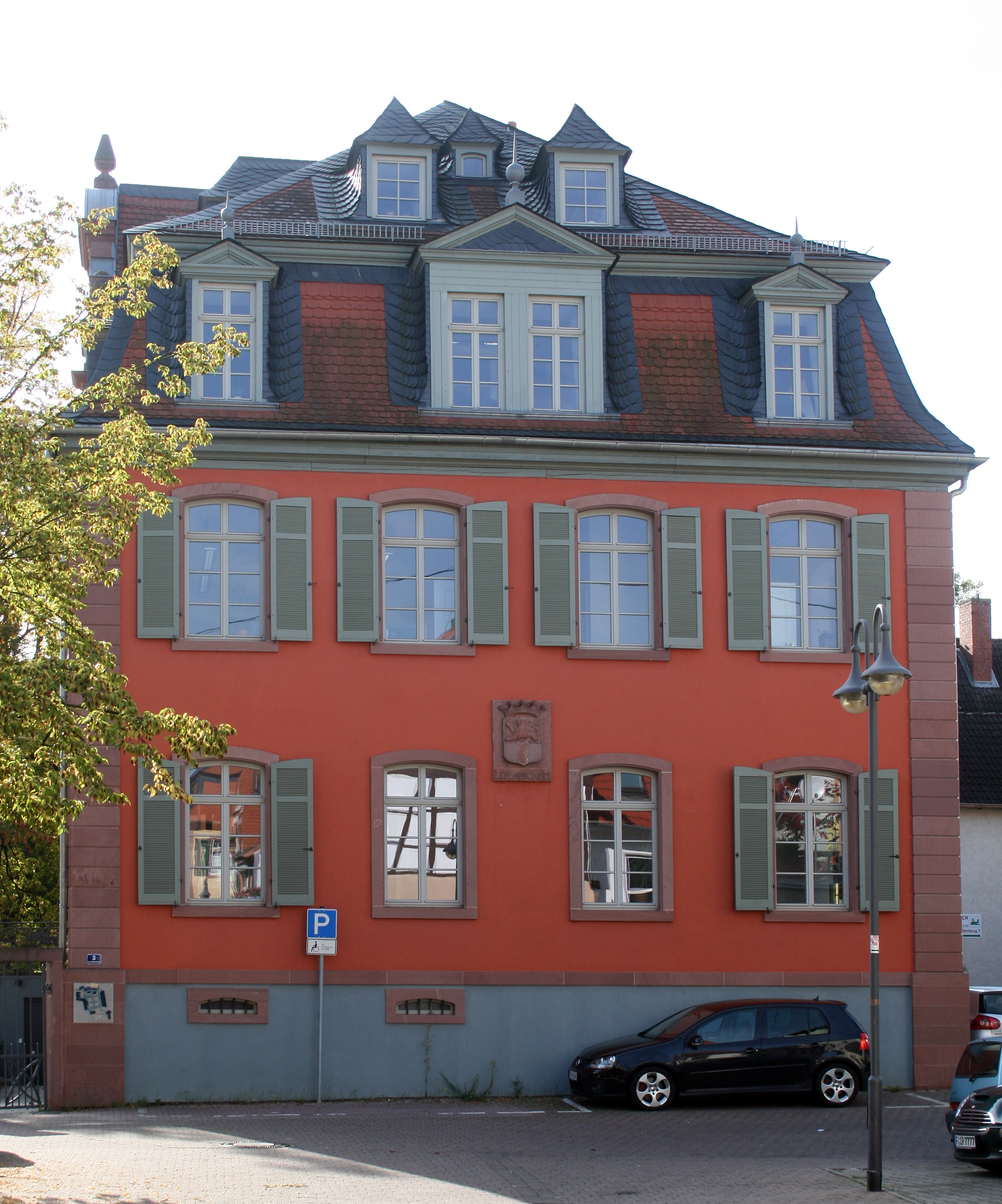
Lersner’sches Schloss mit Familienwappen in Frankfurt-Nieder-Erlenbach

## Herkunft und Geschichte
Der Überlieferung nach stammte das Geschlecht aus Felsberg an der Eder in Nordhessen. Der erste fassbare Familienangehörige ist Kurt Lersenmecher, der 1447 in Marburg zuerst erschien und dort um 1465 verstarb. Der Name Lersenmecher weist auf handwerkliche Herkunft hin, denn Lerse ist eine altertümliche Bezeichnung für Lederstrumpf. Seit 1486 war die Familie Mitglied des Marburger Stadtrates. In den folgenden Generationen bekleideten die Familienangehörigen hohe juristische Beamtenstellen in der hessischen Verwaltung und Professuren an der Universität Marburg. 1521 erhielten sie einen kaiserlichen Wappenbrief von Kaiser Karl V. für den landgräflich hessischen Kammerschreiber und Prokurator Ludwig Lersenner
Hermann Lersner (1535–1613) war Professor der Rechte in Marburg und Rektor der dortigen Universität. Er heiratete 1565 in die Frankfurter Patrizierfamilie Rauscher ein und wurde 1566 in die Adelige Ganerbschaft des Hauses Alten Limpurg in Frankfurt am Main aufgenommen. Philipp Christian Lersner wurde am 28. Februar 1681 der rittermäßige Reichsadel und der erbliche österreichische Adelsstand erteilt Dieselben Titel erhielt sein Neffe Christian Ludwig Lersner, Stadtschultheiß von Frankfurt. Schließlich wurde Wilhelm von Lersner am 21. November 1881 in den Großherzoglich hessischen Freiherrnstand erhoben

## Wappen
- vor 1521: ein Lederstrumpf

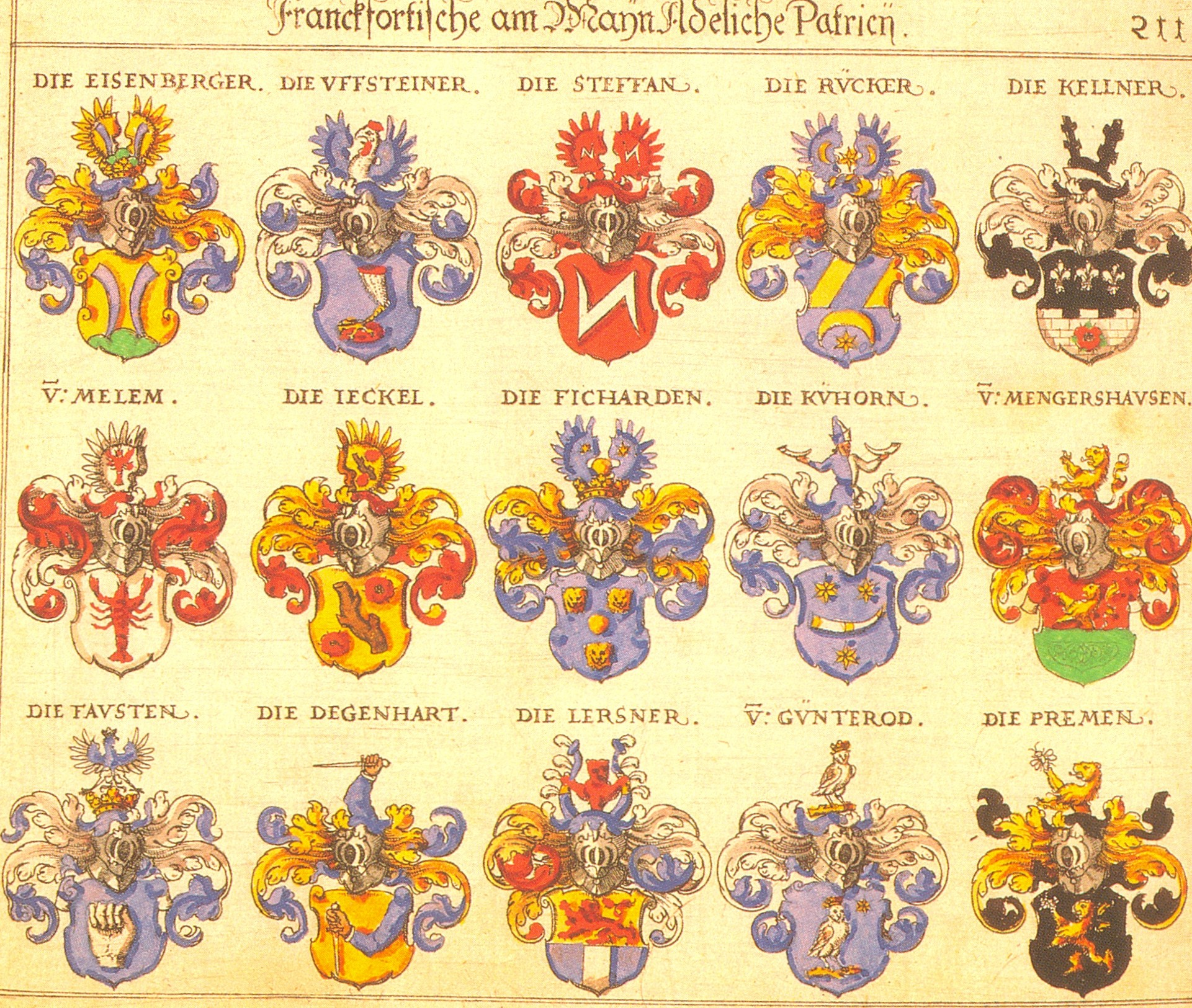
Wappen der Lersner in Johann Siebmachers Wappenbuch von 1605: unten Mitte

- ab 1521 ist das Wappen geteilt, oben in Gold ein roter Löwe, unten in Blau ein silberner Pfahl. Auf dem Helm mit rot-goldenen Decken der Löwe wachsend zwischen zwei je mit einem goldenen Balken belegten und mit je vier natürlichen Straußenfedern bestückten blauen Büffelhörnern.

## Stammliste
1. Curt Lersenmacher († 1490)
  1. Ludewig Lersenmacher (1476–1522), Hessischer Hofkammermeister
    1. Jakob Lersner, (auch Lersenmacher genannt), (1504–1579), Rechtswissenschaftler und Gesandter
    2. Heinrich Lersner (1506–1576), Kanzler des Landgrafen
      1. Hermann Lersner (1535–1613), Rechtswissenschaftler, erstes Mitglied des Geschlechts Lersner in der Patriziergesellschaft Alten Limpurg
        1. Heinrich Lersner (1573–1636), hessischer Rat und Kanzler der ab 1606 unter hessischer Administration stehenden Abtei Hersfeld ⚭ 1604 Christina Scheffer (1576–1638), Tochter des hessischen Kanzlers Reinhard Scheffer der Ältere

    3. Johann Lersner (1512–1550), Rechtswissenschaftler und Richter
      1. Katharina Lersner (* 1545) ⚭ Johannes Heintzenberger (1531–1581), hessischer Kanzler
        1. Margarete Heintzenberger ⚭ Reinhard Scheffer der Jüngere (1561–1623), hessischer Kanzler
          1. Reinhard Scheffer der Jüngste (1590–1656), Jurist, Diplomat und Staatsmann

        2. Katharina Heintzenberger ⚭ Siegfried Clotz (1556–1610), hessischer Kanzler

    4. Christoph Lersner (1520–1603), Rechtswissenschaftler, Verwaltungsjurist und Hochschullehrer
      1. Catharine Lersner ⚭ Catharinus Dulcis (1540–1626), Philologe

## Weitere bekannte Namensträger
- Heinrich Ludwig von Lersner (1629–1696), Stadtschultheiß und älterer Bürgermeister der Reichsstadt Frankfurt
- Achilles Augustus von Lersner (1662–1732), Älterer Bürgermeister von Frankfurt und Chronist
- Christian Ludwig von Lersner (1694–1739), kaiserlicher Generalmajor[5]
- Friedrich Maximilian von Lersner (1697–1753), Älterer Bürgermeister von Frankfurt
- Ludolph Erich von Lersner (1713–1773), dänischer Generalmajor
- Alexander David Karl Freiherr von Lersner (1856–1940), deutscher Architekt
- Kurt von Lersner (1883–1954), deutscher Diplomat und Politiker
- Karl von Lersner (1898–1943), deutscher Offizier
- Olga Freiin von Lersner (1897–1978), deutsche Krankenschwester
- Heinrich von Lersner (1930–2014), Präsident des Umweltbundesamtes